# Malapterurus teugelsi
Malapterurus teugelsi е вид лъчеперка от семейство Malapteruridae. Видът е почти застрашен от изчезване.

## Разпространение
Разпространен е в Гвинея.